# Cavalo Piancó
Dança Folclórica Cavalo Piancó é uma famosa manifestação  cultural no estado do Piauí, com casais dançando em círculos imitando o trote do cavalo, alternam passos diversos em velocidade rápida e moderado, em variados ritmos e cantigas, com músicas improvisadas e coreografia alterada pelo ritmo da dança.
Durante a dança, homens e mulheres, formam pares e se juntam em um círculo, onde começam a fazer trotes compassados, os casais vão sendo trocados e o compasso muda, com pisadas firmes no chão. Muitas vezes, a dança é feita com diferentes músicas e por isso o ritmo pode ser mais lento ou bem acelerado.
Surgida há muitos anos (sem data específica) como uma brincadeira divertida entre crianças, tempos depois se transformou em dança, como era de se esperar foi passando de geração em geração, de raiz afro-brasileira vinda de uma área de resistência negra com muitos quilombos próximos.
A tradição perdura até hoje e não há qualquer pessoa que não reconheça a dança, que se tornou parte da cultura da região e fruto de orgulho para seus os cidadãos.